# Ujong Pacu
Ujong Pacu is een bestuurslaag in het regentschap Lhokseumawe van de provincie Atjeh, Indonesië. Ujong Pacu telt 1233 inwoners (volkstelling 2010).